# Jaime Jiménez Arbe
Jaime Jiménez Arbe (Madrid, 12 de Janeiro de 1956) é um assaltante de bancos conhecido pela alcunha El Solitario. É alegadamente responsável pelo assalto de mais de trinta agências bancárias espanholas e pelo assassinato de dois elementos da Guardia Civil de Navarra e  de um agente da polícia local de Castelló.
Esteve preso no Reino Unido acusado de tráfico de drogas e tinha julgamentos pendentes em Espanha por crimes menores.
Foi detido em 23 de Julho de 2007 em Portugal, numa operação conjunta da Polícia Judiciária e das autoridades espanholas, quando se preparava para assaltar uma dependência bancária da Caixa de Crédito Agrícola na Figueira da Foz.